# Duval County (Florida)
Duval County is een graafschap (county) in de Amerikaanse staat Florida.
Het graafschap (county) heeft een landoppervlakte van 2.004 km² en telt meer dan een miljoen inwoners (schatting 2022). De hoofdplaats is Jacksonville. Het graafschap is nagenoeg identiek aan de stad Jacksonville met een paar relatief kleine uitzonderingen (Atlantic Beach, Neptune Beach, Jacksonville Beach en Baldwin).

## Bevolkingsontwikkeling

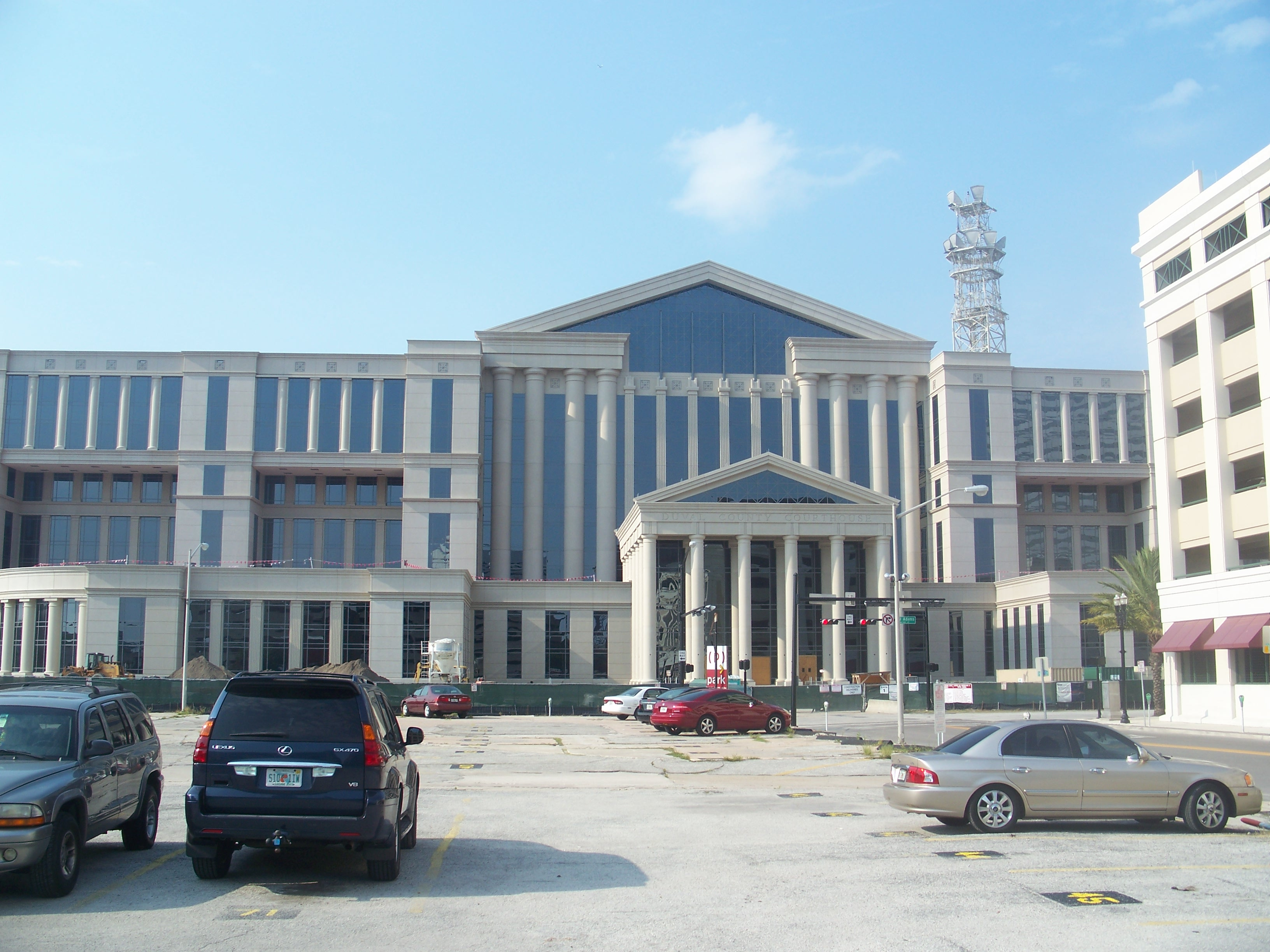
Duval County Courthouse